# Wołchowstroj I
Wołchowstroj I (ros. Волховстрой I) – węzłowa stacja kolejowa w miejscowości Wołchow, w rejonie wołchowskim, w obwodzie leningradzkim, w Rosji. Węzeł linii Petersburg - Wołchow - Wołogda z liniami do Czudowa i Murmańska.

## Historia
Stacja powstała w czasach carskich na linii z Petersburga do Wiatki, pomiędzy stacjami Wojbokało i Skit. Początkowo nosiła nazwę Zwanka.

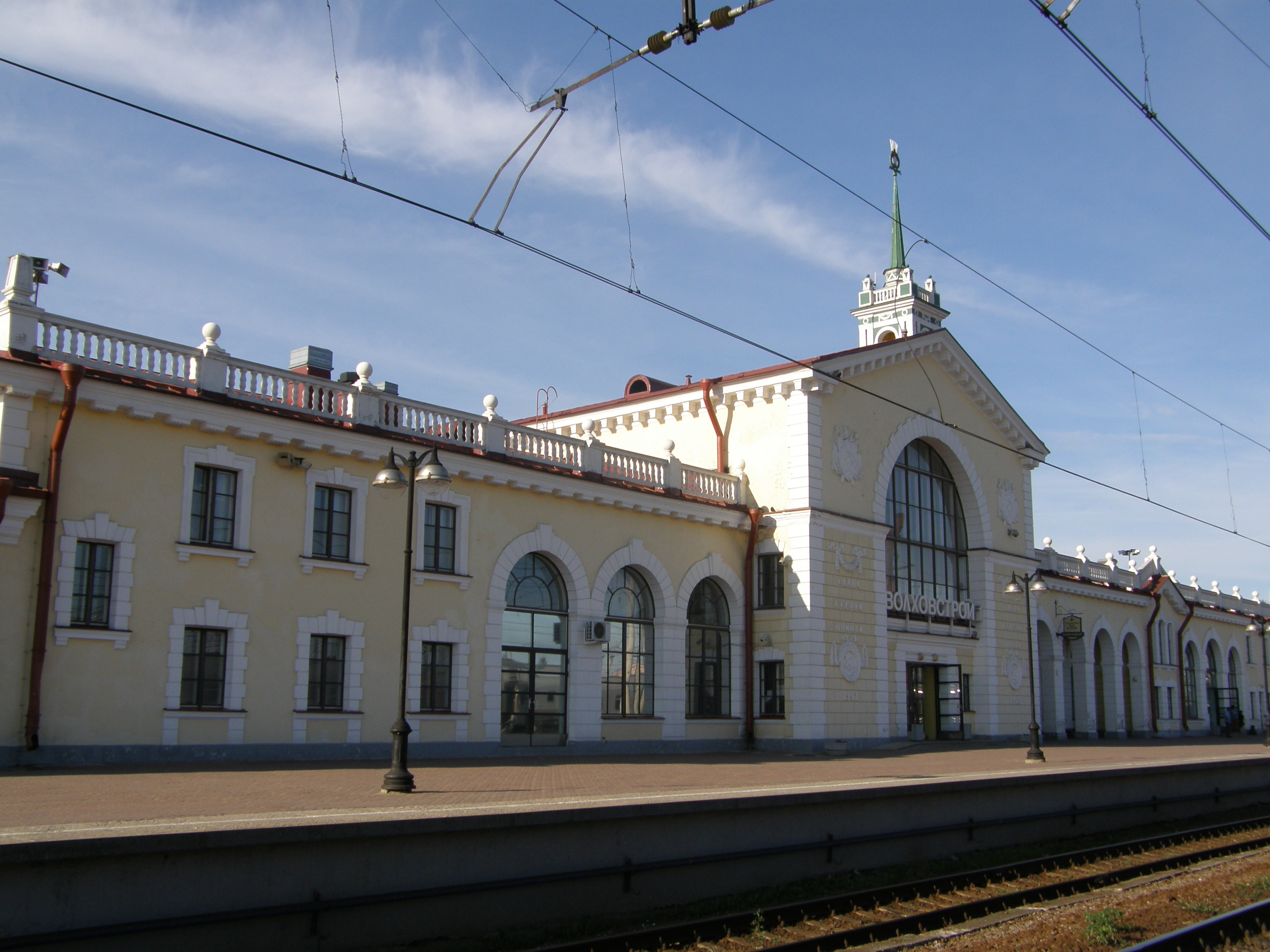
dworzec od strony peronów
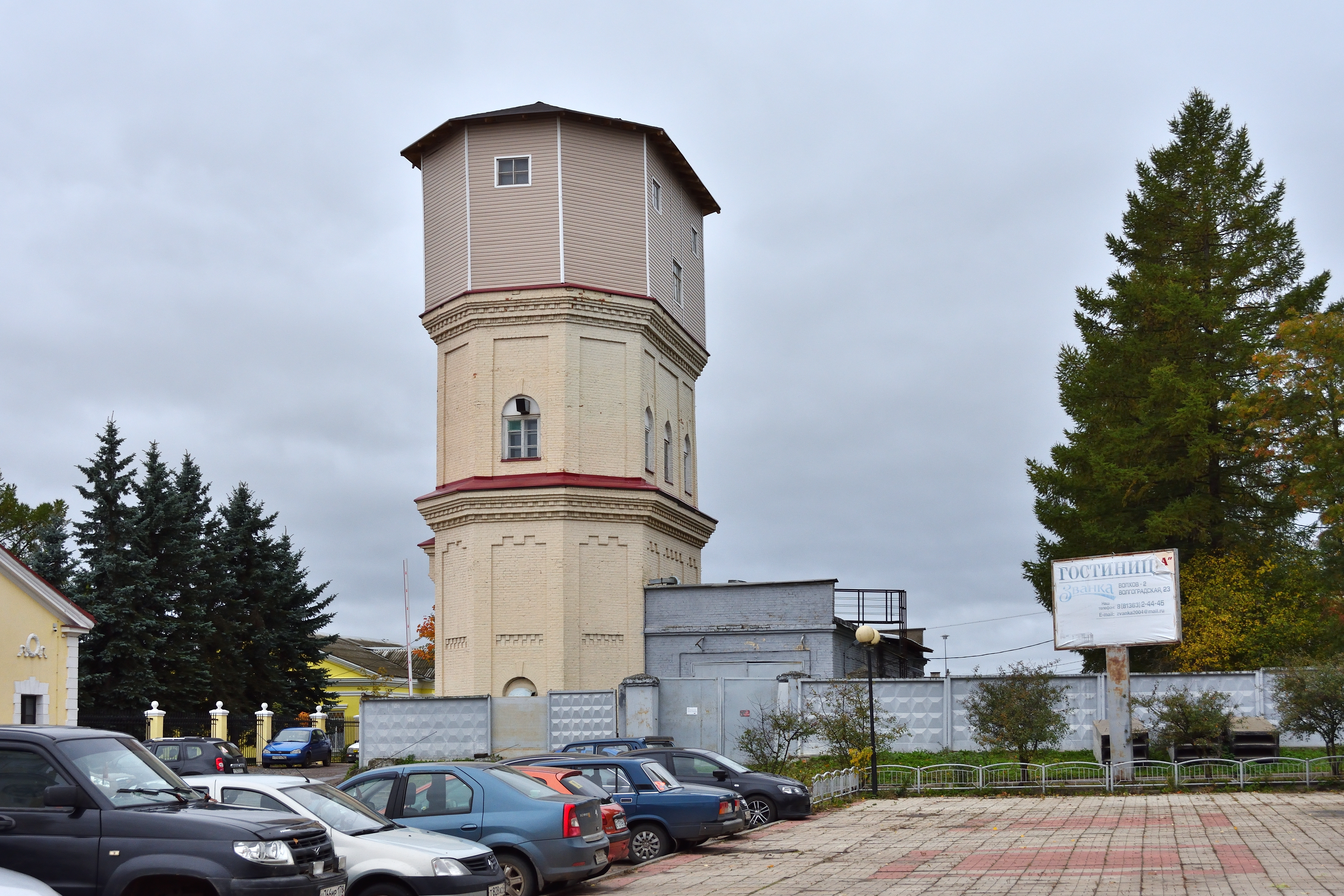
zabytkowa wieża wodna